# Brazilië op de Olympische Winterspelen 2010

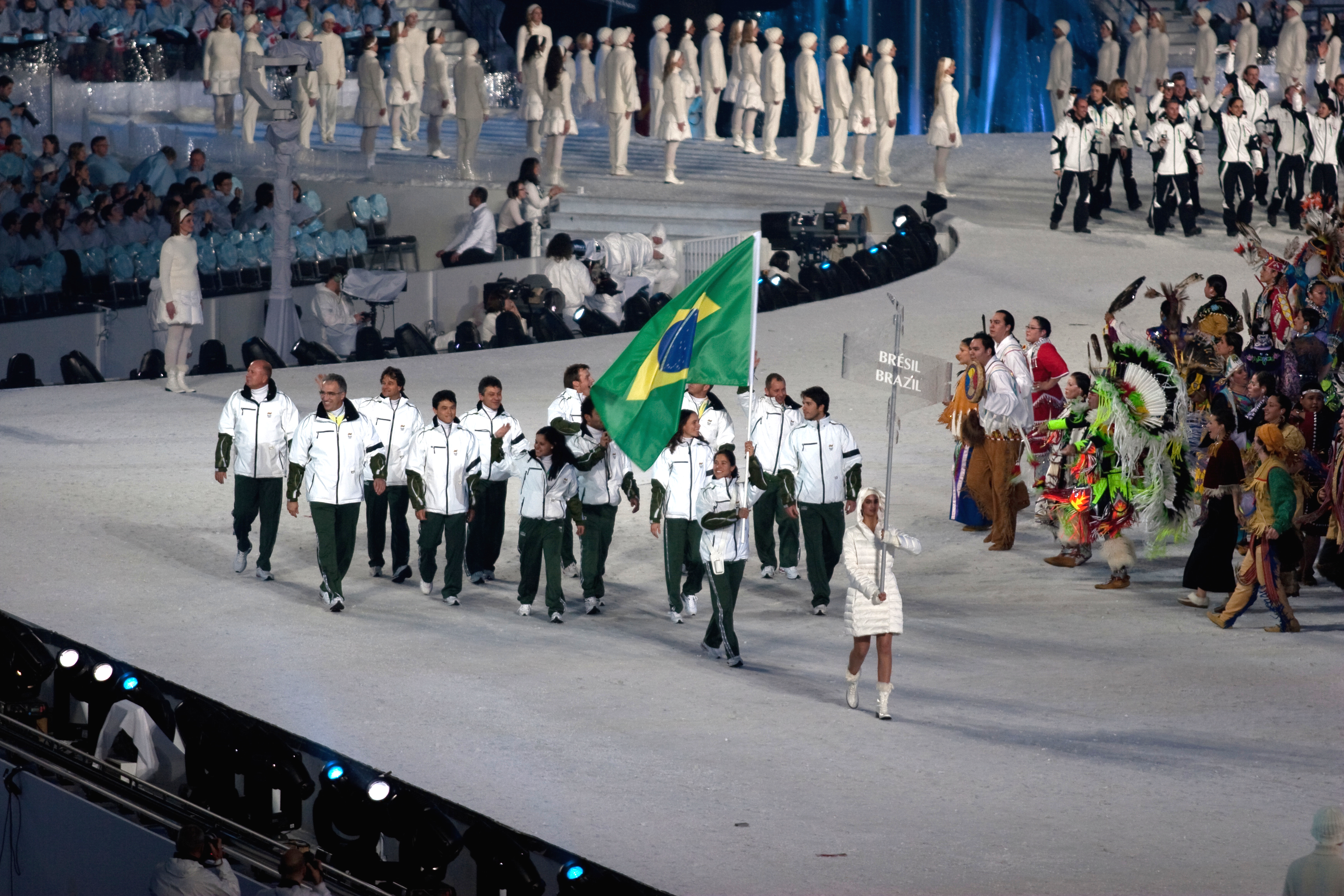
Het team van Brazilië bij de opening

Tijdens de Olympische Winterspelen van 2010, die in Vancouver (Canada) werden gehouden, nam Brazilië voor de zesde keer deel aan de Winterspelen.

## Deelnemers en resultaten
(m) = mannen, (v) = vrouwen 

### Alpineskiën
| Olympiër        | Discipline       | Resultaat | Prestatie                          |
| --------------- | ---------------- | --------- | ---------------------------------- |
| Jhonatan Longhi | reuzenslalom (m) | 56e       | 2.54,03 (+16,20) — 1.24,76+1.29,27 |
| Jhonatan Longhi | slalom (m)       | dnf-1     | opgave run 1                       |
|                 |                  |           |                                    |
| Maya Harrisson  | reuzenslalom (v) | dnf-1     | opgave run 1                       |
| Maya Harrisson  | slalom (v)       | 48e       | 2.01,67 (+18,78) — 1.01,18+1.00,49 |

### Langlaufen
| Olympiër         | Discipline            | Resultaat | Prestatie         |
| ---------------- | --------------------- | --------- | ----------------- |
| Leandro Ribela   | 15 km vrije stijl (m) | 90e       | 43.36,2 (+9.59,9) |
|                  |                       |           |                   |
| Jaqueline Mourão | 10 km vrije stijl (v) | 67e       | 30.22,2 (+5.23,8) |

### Snowboarden
| Olympiër             | Discipline | Resultaat | Prestatie                                   |
| -------------------- | ---------- | --------- | ------------------------------------------- |
| Isabel Clark Ribeiro | cross (v)  | 19e       | kwalificatie: 19e (1.41,10) - uitgeschakeld |

Albanië · Algerije · Andorra · Argentinië · Armenië · Australië · Azerbeidzjan · België · Bermuda · Bosnië en Herzegovina · Brazilië · Bulgarije · Canada · Chili · China · Chinees Taipei · Colombia · Cyprus · Denemarken · Duitsland · Estland · Ethiopië · Finland · Frankrijk · Georgië · Ghana · Griekenland · Groot-Brittannië · Hongarije · Hongkong · Ierland · IJsland · India · Iran · Israël · Italië · Jamaica · Japan · Kaaimaneilanden · Kazachstan · Kirgizië · Kroatië · Letland · Libanon · Liechtenstein · Litouwen · Macedonië · Marokko · Mexico · Moldavië · Monaco · Mongolië · Montenegro · Nederland · Nepal · Nieuw-Zeeland · Noord-Korea · Noorwegen · Oekraïne · Oezbekistan · Oostenrijk · Pakistan · Peru · Polen · Portugal · Roemenië · Rusland · San Marino · Senegal · Servië · Slovenië · Slowakije · Spanje · Tadzjikistan · Tsjechië · Turkije · Verenigde Staten · Wit-Rusland · Zuid-Afrika · Zuid-Korea · Zweden · Zwitserland